# 長浜市立木之本小学校
長浜市立木之本小学校（ながはましりつ きのもとしょうがっこう）は、滋賀県長浜市にある公立小学校。

## 校訓
つよく生いたて、なさけもて、よくつとめよ

## 通学区域
卒業生は基本的に長浜市立木之本中学校へ進学する。

## 周辺

### 北陸本線東側
- 長浜市立木之本中学校
- 滋賀県立伊香高等学校
- 木之本地蔵院
- 国道303号
- 赤川

### 北陸本線西側
- 長浜市役所木之本支所
- 木之本警察署
- 木之本郵便局

## アクセス
- JR北陸本線 木ノ本駅から東へ600m

## 著名な出身者
- 上田慎一郎（映画監督）[1]
- 橋本奈穂子（NHKアナウンサー）[2]
- 古澤勝吾（プロ野球選手）[3]